# Protéine adaptatrice

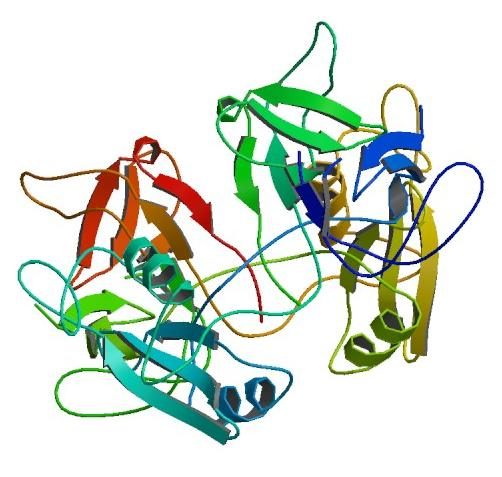
Grb2, un exemple de protéine adaptatrice

Les protéines adaptatrices constituent une famille de protéines accessoires à l'action d'une protéine principale dans les mécanismes de transduction de signal.

## Exemples
- BCAR3 – Breast cancer anti-estrogen resistance protein 3
- GRAP – GRB2-related adaptor protein
- GRAP2 – GRB2-related adaptor protein 2
- LDLRAP1 – low-density lipoprotein receptor adaptor protein 1
- NCK1 – NCK adaptor protein 1
- NCK2 – NCK adaptor protein 2
- NOS1AP – nitric oxide synthase 1 (neuronal) adaptor protein
- PIK3AP1 – phosphoinositide-3-kinase adaptor protein 1
- SH2B1 – SH2B adaptor protein 1
- SH2B2 – SH2B adaptor protein 2
- SH2B3 – SH2B adaptor protein 3
- SH2D3A -SH2 domain containing 3A
- SH2D3C – SH2 domain containing 3C
- SHB – Src homology 2 domain containing adaptor protein B
- SLC4A1AP – solute carrier family 4 (anion exchanger), member 1, adaptor protein
- GAB2 – GRB2-associated binding protein 2